# Tronco cerebral

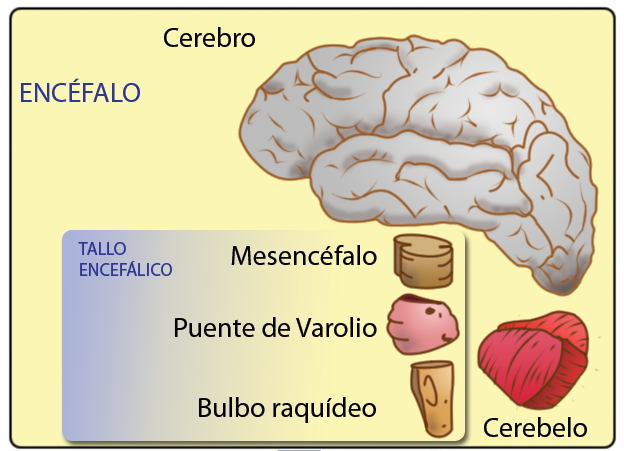
O tronco encefálico é composto por 3 partes: Mesencéfalo, Ponte de Varólio e Bolbo raquídeo.

O Tronco cerebral ou tronco encefálico é a porção do sistema nervoso central, situada entre a medula espinhal e o diencéfalo, sendo quase na sua totalidade intracraniano (apenas uma porção do bulbo é exocraniana). Ocupa a fossa craniana posterior diante do cerebelo.

## Estrutura

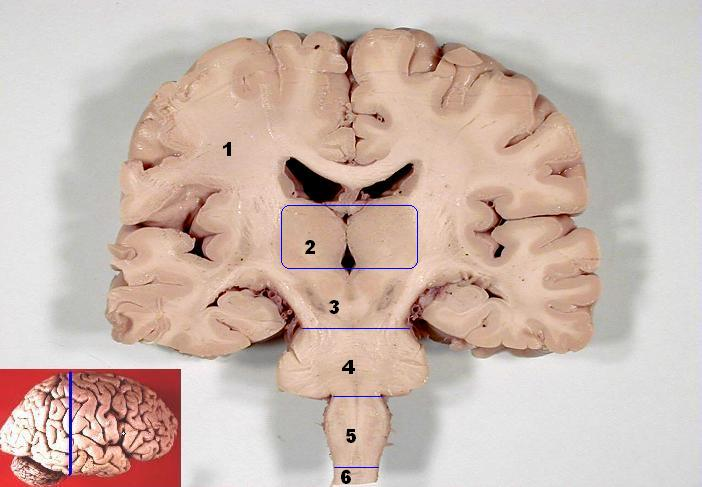
Corte coronal do cérebro humano. 1: Hemisfério cerebral; 2: Tálamo; 3: Mesencéfalo; 4: Ponte; 5: Bolbo raquidiano; 6: Medula espinhal.

O tronco cerebral tem três porções que são, de baixo para cima:
1. Bulbo ou Medula oblonga: Conecta o encéfalo com a medula espinhal. O bulbo contém os centros cardíacos, respiratórios e vasomotores responsáveis por regular a frequência cardíaca, respiração e pressão arterial. Também regular o reflexo de tossir, espirrar, engolir e vomitar. É onde a maioria das vias motoras se cruzam contralateralmente.[2]
2. Ponte: A ponte de Varolio conecta os sinais do cérebro, medula e cerebelo. Foi descrita pela primeira vez pelo anatomista italiano Costanzo Varolio (1543–75). A ponte contém núcleos que regulam principalmente sono, respiração, deglutição, controle da bexiga, audição, equilíbrio, gosto, movimento dos olhos, expressões faciais, sensação facial e postura.[3]
3. Mesencéfalo: Dividido em tectum (teto em latim) e pedúnculo cerebral possui núcleos que regulam movimentos oculares, audição, tônus muscular, prazer, sono/vigília, alerta e regulação da temperatura.[4]

## Desenvolvimento
O tronco encefálico é formado a partir da porção do tubo neural que nas três primeiras semanas de desenvolvimento fetal se transforma em rombencéfalo e na quarta semana dá origem a duas vesículas:
- Mielencéfalo: que até a vigésima semana se transforma no bolbo raquidiano;
- Metencéfalo: a partir do qual se desenvolverá a protuberância e o cerebelo.

## Função
O tronco cerebral pode ser dividido, (muito embora não claramente) consoante as suas funções:
- Na função de condução – por este passam as vias ascendentes que atingem o tálamo e o cerebelo, ou ainda as vias descendentes que vão para a medula espinhal;
- Na função de integração – como a integração da actividade respiratória e vascular e alguma regulação consciente. A grande maioria desta informação está contida na formação reticular;
- Na função dos nervos cranianos – quase todos os nervos cranianos (excepto o nervo olfativo e o nervo óptico que projectam para o telencéfalo e para o diencéfalo respectivamente) tem sua origem real e aparente no tronco encefálico. Desta forma, uma quantidade grande de informação sensitiva e motora dos núcleos dos nervos cranianos pode ser encontrada nos diferentes níveis do tronco cerebral.

## Importância clínica
No tronco cerebral encontram-se assim localizados os núcleos que presidem aos mecanismos homeostáticos mais básicos como o ritmo cardíaco, a respiração e a percepção de dor. Quando ocorre lesão destes núcleos, a troca de informação entre o SNC e o resto do organismo não é transmitida resultando em a morte cerebral do indivíduo (o indivíduo é declarado morto mesmo que o coração esteja a bater – verifica-se uma paragem do tronco cerebral).
Isto acontece por exemplo, no prolapso das amígdalas do cerebelo para o forame magno e que consequentemente constringe o tronco cerebral – o chamado abraço da morte – e que se pode dar quando é feita uma punção lombar, pois, devido à existência de uma variação de pressão, o líquido cefalorraquidiano vai correr no sentido que apresenta uma menor pressão de modo a igualar as pressões do líquido, ou seja, de cranial para caudal e, consequentemente, provocar a deslocação das amígdalas com todos os efeitos adjacentes.